# 반 헬싱 (영화)
《반 헬싱》(영어: Van Helsing)은 2004년 미국에서 만들어진 퇴마 액션/호러 영화이다. 스티븐 소머즈가 감독 및 제작, 각본을 맡았다.
서양의 퇴마사 이야기를 담은 이 영화는 브램 스토커의 소설 《드라큘라》를 바탕으로 되어 있고, 늑대인간과 프랑켄슈타인 등의 이야기의 요소도 합쳐져 있다.

## 줄거리
1887년 트란실바니아, 빅터 프랑켄슈타인 박사는 조수인 이고르와 드라큘라 백작의 도움을 받아 괴물을 만든다. 드라큘라가 돈을 지불한 이고르가 무관심하게 지켜보는 가운데, 드라큘라가 괴물을 조종하려는 의도를 거부하자 프랑켄슈타인을 살해한다. 폭도들이 성을 습격하자 괴물은 프랑켄슈타인의 시신을 들고 풍차로 도망친다. 폭도들은 풍차를 불태워 괴물을 죽인 것으로 보인다. 1년 후, 인류를 보호하는 성스러운 기사단의 일원인 괴물 사냥꾼 가브리엘 반 헬싱은 노트르담 대성당으로 가서 지킬 박사와 하이드 씨와의 난투 끝에 지킬 박사를 죽인다. 반 헬싱은 거의 죽은 채 교회 계단에서 발견되기 전의 일을 전혀 기억하지 못하며, 잊혀진 죄에 대한 용서를 얻고 기억을 되찾기를 희망한다.
기사단 본부인 바티칸 시국에서 반 헬싱은 트란실바니아로 가서 드라큘라를 파괴하고, 고대 루마니아 가문의 마지막 후손인 안나와 벨칸 발레리우스를 보호하는 임무를 맡는다. 그들의 조상은 드라큘라를 죽이거나 연옥에서 영원히 지내겠다고 맹세했다. 트란실바니아에서 안나와 벨칸은 드라큘라가 조종하는 늑대인간을 죽이려 하지만, 벨칸이 은제 탄환으로 늑대인간을 쏘는 동안 벨칸과 함께 협곡으로 떨어진다.
반 헬싱과 무기 발명가인 칼은 한 마을에 도착하여 드라큘라의 신부들인 베로나, 마리슈카, 알레라와의 안나의 싸움에 합류하고, 이 과정에서 마리슈카를 죽인다. 그날 밤, 벨칸은 안나를 찾아 드라큘라의 계획을 경고하지만 늑대인간으로 변해 도망친다. 반 헬싱과 안나는 벨칸을 프랑켄슈타인의 성으로 추격한다. 그들은 프랑켄슈타인의 실험을 복제하여 수천 명의 언데드 자식들에게 생명을 부여하려는 드라큘라의 계획을 우연히 발견하는데, 벨칸을 매개체로 사용한다.
싸움 중에 드라큘라는 반 헬싱과 마주친다. 드라큘라는 반 헬싱을 오래된 숙적으로 여긴다. 드라큘라의 자식들은 프랑켄슈타인의 원래 공식이 부족하여 죽기 전에 살아난다. 반 헬싱과 안나는 탈출하여 풍차에서 프랑켄슈타인의 괴물을 우연히 발견한다. 괴물은 자신이 드라큘라의 자식들에게 생명을 부여하는 프랑켄슈타인 기계의 핵심이라고 밝힌다. 그들의 대화를 엿들은 벨칸은 이 새로운 정보를 가지고 도망친다.
괴물을 로마로 데려가려던 반 헬싱과 그의 일행은 부다페스트 근처에서 신부들과 벨칸의 기습을 받는다. 베로나와 벨칸은 죽지만, 반 헬싱은 벨칸에게 물린다. 알레라는 안나를 납치하고 가면무도회에서 괴물과 안나를 교환하자고 제안한다. 반 헬싱은 괴물을 지하 납골당에 가두지만, 드라큘라의 동맹들이 괴물을 되찾는다. 반 헬싱과 칼은 안나를 구출하고 흡혈귀로 밝혀진 가면무도회 손님들로부터 탈출한다.
안나의 성에서 칼은 드라큘라가 발레리우스 장로의 아들이라고 설명한다. 드라큘라는 1462년에 "하느님의 왼손"에 의해 죽임을 당했을 때, 악마와 계약을 맺고 다시 살아났다. 발레리우스는 드라큘라를 죽이고 그의 온 가족의 구원을 얻으라는 말을 들었다. 아들을 죽일 수 없었던 그는 아들을 얼음 요새에 가두었다. 추기경이 바티칸 시국에서 반 헬싱에게 주었던 그림 조각이 드라큘라의 성으로 가는 길을 열어준다.
그들은 괴물을 발견하고, 괴물은 드라큘라가 늑대인간병 치료제를 가지고 있다고 밝힌다. 오직 늑대인간만이 드라큘라를 죽일 수 있기 때문이다. 저주와 싸우는 반 헬싱은 안나와 칼에게 치료제를 가져오라고 보내고, 이 과정에서 이고르를 죽인다. 반 헬싱은 괴물을 풀어주려 하지만 번개에 맞아 드라큘라의 자식들이 살아난다. 드라큘라와 반 헬싱은 짐승 형태로 변해 싸우고, 프랑켄슈타인의 괴물은 안나가 알레라에게서 탈출하는 것을 돕는다. 안나는 칼의 도움으로 알레라를 죽인다. 둘 다 인간 형태로 돌아오는 동안, 드라큘라는 반 헬싱이 자신을 죽인 대천사 가브리엘의 환생에 불과하다고 밝히고 기억을 되찾아주겠다고 제안한다. 반 헬싱은 거절하고, 다시 늑대인간 형태로 돌아간 후 드라큘라를 죽여 그의 자식들도 죽게 한다. 안나는 반 헬싱에게 치료제를 주사하지만, 이 과정에서 반 헬싱에게 살해당한다.
반 헬싱과 칼은 바다를 내려다보는 절벽에서 안나의 시신을 화장한다. 프랑켄슈타인의 괴물은 마을을 떠나고, 반 헬싱은 안나의 영혼이 천국에서 가족과 재회하는 것을 본다. 반 헬싱과 칼은 노을을 향해 말을 타고 간다.

## 배역
- 휴 잭맨 - 퇴마사 에브라함 반 헬싱
- 케이트 베킨세일 - 안나 발레리우스
- 리처드 록스버그 - 블라디스로스 드라큐라 백작
- 엘레나 아나야 - 아리라
- 윌 켐프 - 벨칸
- 슐러 헨슬리 - 플래시 골렘
- 데이비드 웨넘 - 칼
- 케빈 J. 오코너 - 과학자 이고르
- 알런 암스트롱 - 지네트 추기경
- 실비아 콜로카 - 베로나
- 조시 매런 - 마리쉬카
- 톰 피셔 - 톱 햇
- 새뮤얼 웨스트 - 빅터 프랑켄슈타인 박사
- 로비 콜트레인 - 하이드 씨
- 스티븐 피셔 - 지킬 박사
- 데이너 마라브코바 - 바메이드
- 야로슬라브 비즈너 - 겐다르메

## 한국판 성우진(KBS) (2005년 9월 18일)
- 홍시호 - 반 헬싱(휴 잭맨)
- 이선 - 애나 발레리우스(케이트 베킨세일)
- 이봉준 - 프랑켄슈타인(슐러 헨슬리) / 하이드(로비 콜트레인)
- 김준 - 드라큘라 백작(리차드 록스버그)
- 장승길 - 이고르(케빈 J. 오코너) / 지네트 추기경(알런 암스트롱)
- 성완경 - 벨칸 발레리우스(윌 켐프)
- 안용욱 - 빅토르(사무엘 웨스트)
- 주유랑 - 마리쉬카(조시 마랜) / 알리나(엘레나 아나야)
- 전숙경 - 베로나(실비아 콜로카)
- 김영민 - 카일(데이빗 웬햄)
- 강구한 - 장의사(톰 피셔)
- 장호비 - 마을 사람(마렉 바슈트)

- 퇴마
- 에이브러햄 반 헬싱
- 반 헬싱의 놀라운 모험

## 같이 보기
- 에이브러햄 반 헬싱
- 유니버설 몬스터스